# Snotterprotocol
Een snotterprotocol, ook wel snotneusprotocol genoemd, is een afspraak die gemaakt wordt op plekken waar diverse mensen samenwerken, zoals scholen, kinderopvanglocaties, vrijwilligerscentrales, winkels en andere werkvloeren.
De afspraak betreft medewerkers die symptomen ervaren zoals snotteren, beginnende keelpijn, hoesten en niezen. 
Het snotterprotocol kan op verschillende manieren worden ingevuld. Een mogelijkheid is, dat men zo mogelijk thuiswerkt, zich test op corona, of op een andere manier zorgt dat anderen minder risico lopen besmet te worden, bijv. met een mondkapje, door afstand te houden met anderen, en veelvuldig tussendoor de handen te wassen.
Het advies een dergelijk protocol af te spreken is afkomstig van arbodiensten ArboNed en HumanCapitalCare
Het RIVM adviseert ook bij dergelijke klachten thuis te blijven. Enkele adviezen van het RIVM:
- Ben je ziek? Blijf thuis.
- Heb je lichte klachten? Werk thuis als dat kan. Overleg indien nodig met je werkgever.
- Hoest en nies in je elleboog
- Houd afstand tot anderen.
- Vermijd contact met mensen die ernstig ziek kunnen worden van een luchtweginfectie.
- Is contact toch nodig (bijvoorbeeld bij mantelzorg)? Draag een mond-neusmasker.